# 須田泰成
須田 泰成（すだ やすなり、1968年（昭和43年）1月5日 - 2023年（令和5年）12月27日）は、日本の男性コメディ作家、放送作家、脚本家、プロデューサー。有限会社大日本生ゲノム及びスローコメディ広告社代表取締役。日本のモンティ・パイソンの研究家として活動していた。

## 来歴
大阪府寝屋川市生まれ。大阪府立清水谷高等学校卒業、早稲田大学第二文学部中退、業界紙記者、映像ディレクター、コピーライターなどの傍ら新作落語、コントなどを執筆。イギリスに留学し、ロンドン市立大学でコメディを学ぶ。コメディ専門チャンネル「マイコメ」の製作・プロデュースも行っている。
また、タレントの松尾貴史、落語家の春風亭昇太、マジシャンのナポレオンズ・パルト小石、コピーライターの後藤国弘らと9人で、東京都世田谷区の上馬交差点近くでバー「bar-closed（バー・クローズド）」を共同で運営。
学生時代に感銘を受けた評論家植草甚一の著書で世田谷区経堂の地名を知り、1997年（平成9年）から在住。経堂エリアの個人商店のネットワークを活性化するコミュニティ・サイト『経堂系ドットコム』を運営し、お店や地域情報の紹介、ライブなどイベントのプロデュース、地域の住人同士で機会や情報やノウハウを共有する経堂系シェアリングなどを展開している。2008年（平成20年）、世田谷区下北沢にコメディ・イベントも行うカフェ「slow comedy factory」をオープン。ほぼ毎日、様々なイベントをプロデュースする（2012年閉店）。
2007年（平成19年）、ご当地グルメによる経堂の町おこしを企画。居酒屋のまかないメニューとして出した「さば缶ネギバター醤油」が評判になったことを機に、13店舗で、さば缶フェアを展開。近隣に住む友人の俳優西郷輝彦も「我が青春の味」とテレビで絶賛したという。2009年（平成21年）、予約制イベント居酒屋「さばの湯（さばのゆ）」を経堂でスタート。“飲みニュケーション”を昇華させ「コミュニティのハブになる、人が集まる場所を」目指す 。
2023年（令和5年）12月27日、脳幹梗塞により死去。55歳没。

## 東日本大震災での支援、洗って売った「希望の缶詰」25万缶
「さば缶」で交流のあった水産加工品メーカー「木の屋石巻水産」（宮城県石巻市）が2011年（平成23年）3月11日の東日本大震災で被災し、工場の缶詰約100万缶が震災に伴う津波で流失した。
それら中身の品質に問題ない缶詰が、救援物資の届くまで被災者の「命の缶詰」となったのだが、まだ大量の缶詰がガレキ・泥水の下に埋まっており、これを木の屋石巻水産が掘り出し始めたことを聞いた「さばのゆ」と須田が「泥つきでいいから缶詰を送ってほしい」と連絡。缶詰をボランティアで手洗い、「1000円の義援金につき3缶をお返しとして渡す」活動を始める。この活動がテレビで報道されて支援活動が広がり、「希望の缶詰」と呼ばれた缶詰25万缶が支援者の手に渡り、木の屋石巻水産の再建の一助になった。
この支援活動について、須田は震災の翌2012年（平成24年）に絵本『きぼうのかんづめ』として、2018年（平成30年）に書籍『蘇るサバ缶　震災と希望と人情商店街』として、出版した。

## コメディも料理も「五つの素材」が重要
町おこしや被災者支援の活動の目立つ須田だが、原点は人を笑顔にするコメディ。なおコメディについての須田の持論は「お笑いは料理と一緒。どちらも人を楽しませるし素材が大切」という。取材インタビューで訪れた記者に、須田は手料理をふるまいながら、「五つの素材」で調理する重要性を説く。五つとは「ダシ→共感」「歯ごたえ→状況」「味→キャラクター」「スパイス→共感を刺激」そして「珍味」という 。

## 著述

### 著書
- ビーンマニア（ビクターエンタテインメント、1998年4月）
- モンティ・パイソン大全（洋泉社、1999年2月）
- 『デスパレートな妻たち』と『アリーmyラブ』を観る 彼女たちの「修羅場」（太田出版、2007年6月）
- 笑論 ニッポンお笑い進化論（監修、バジリコ出版、2008年5月）
- 『きぼうのかんづめ』（ビーナイス）2012年3月） - 「すだやすなり」名の絵本。挿絵はNHK番組「ハッチポッチステーション」など手がけたイラストレーター宗誠二郎
- 『蘇るサバ缶　震災と希望と人情商店街』（廣済堂出版、2018年3月）

### 共著
- 別冊宝島WT ロンドン攻略読本 「ブリティッシュ」最新事情！（宝島社、1996年5月）
- 別冊宝島 芸能界スキャンダル読本 ゴシップ・スキャンダル情報をめぐるマスコミ・タレント・芸能（宝島社、1997年2月）
- 別冊宝島WT 中欧世紀末読本 今よみがえる「ハート・オブ・ヨーロッパ」（宝島社、1997年4月）
- 別冊宝島 これで笑え! 古今東西のあらゆる《笑い》を完全に網羅した「笑撃」（宝島社、1997年11月）
- 別冊宝島 楳図かずお大研究（宝島社、2002年8月）
- 大物講座（中丸謙一朗との共著、講談社、2008年9月）

他

### 翻訳
- ファンキービジネス ヒジョーシキ人間にカイシャを開放せよ（ヨーナス・リッデルストラレ、シェル・ノードストレム著、須田泰成・中山ゆーじん訳、博報堂、2001年（平成13年）6月）
- モンティ・パイソン・スピークス!（デヴィッド・モーガン著、イースト・プレス、2003年8月）
- モンティ・パイソン正伝（グレアム・チャップマン、ジョン・クリーズ、テリー・ギリアム、エリック・アイドル、テリー・ジョーンズ、マイケル・ペイリン、ボブ・マッケイブ著、奥山晶子訳、須田泰成監修、白夜書房、2005年10月）
- モンティ・パイソン研究入門（マーシア・ランディ著、奥山晶子訳、須田泰成監修、白夜書房、2006年4月）
- 空飛ぶモンティ・パイソン 第1シリーズ（エリック・アイドル、グレアム・チャップマン、テリー・ギリアム、テリー・ジョーンズ、ジョン・クリーズ、マイケル・ペイリン著 須田泰成監修 高野由美訳 イースト・プレス 2008年2月）
- モンティ・パイソン 関西風味スケッチ集（東野ひろあき text、須田泰成監修、プリズムギフト、2010年10月）

## 脚本
- TBSラジオ「初田啓介のハッピー・ショー」 - 「週刊パロディースポーツ」コーナー
- Yellow Subliminal
- 3Dアニメ 兵庫のおじさん（構成、シナリオ）
- ベイビーフィリックス（原案、シリーズ構成、脚本）
- おかあさんといっしょ ぼくのともだち（ストーリー案）
- ファイテンション☆テレビ 闘え! ミミッチ・ミッチー（脚本）
- ドラムカンナの冒険（シリーズ構成）

など